# Gosling Emacs
Gosling Emacs，Emacs編輯器的版本之一，由詹姆斯·高斯林在1981年以C語言實作出來，運行在Unix環境上。它以Mocklisp作為擴充功能的腳本語言（extension language）。最初詹姆斯·高斯林允許這個編輯器與它的原始碼自由散布，但在1984年賣給Unipress公司之後，成為私有軟體。
因為不滿詹姆斯·高斯林出售Gosling Emacs，成為私有軟體，理查德·斯托曼在Gosling Emacs的基礎上，重新編寫出GNU Emacs。